# Natalja Anatoljewna Rewa-Rjadinskaja
Natalja Anatoljewna Rewa-Rjadinskaja (russisch Наталья Анатольевна Рева-Рядинская Natalya Reva-Ryadinskaya, * 26. Juli 1978) ist eine russische Schauspielerin.
Rewa-Rjadinskaja spielte insbesondere zwischen 2005 und 2008 in einer Reihe von Fernsehfilmen und Serien mit, darunter auch in der belgischen Menschenhandel-Dramaserie Matrioshki - Mädchenhändler. Gegenwärtig arbeitet sie am Puschkin-Theater in Moskau.

## Filmographie (Auswahl)
- 1996: Foxy Fantasies
- 2005: Matrioshki – Mädchenhändler (Matroesjka’s)
- 2005: Pobeg
- 2007: Tantsuy
- 2019: Vishneviy sad